# Baruntse
Il Baruntse è una montagna situata nella regione del Khumbu nella parte orientale del Nepal, coronata da quattro cime e delimitata a sud dal ghiacciaio Hunku, a est dal ghiacciaio Barun e a nord-ovest dal ghiacciaio Imja. La montagna fu scalata per la prima volta, dalla cresta sud, il 30 maggio 1954 da Colin Todd e Geoff Harrow di una spedizione neozelandese guidata da Sir Edmund Hillary.
L'accesso alla montagna si ottiene solitamente da sud, dove gli alpinisti possono salire sulla cima del Picco Mera per acclimatarsi prima di risalire la valle fino al campo base del Baruntse.
Nel 2010 è stato registrato un tragico incidente, Chhewang Nima, che ha raggiunto la cima del monte Everest 19 volte, è morto durante una spedizione sul Baruntse quando fu colpito da una valanga ad un'altitudine di circa 7000 metri.